# Nancy Carroll
Nancy Carroll, pseudonimo di Ann Veronica Lahiff (New York, 19 novembre 1903 – New York, 6 agosto 1965), è stata un'attrice statunitense.

## Biografia
Di origini irlandesi, Nancy Carroll iniziò la carriera sui palcoscenici di Broadway, cantando e recitando in musical e opere brillanti. Nel 1927 raggiunse Hollywood e mise a frutto l'esperienza teatrale debuttando in Ladies Must Dress. L'anno successivo girò otto film, tra i quali Ladro suo malgrado (1928), accanto a Richard Dix, che fece di lei una star. Apprezzata per la sua verve e per le doti canore, la Carroll affrontò anche ruoli più impegnativi, come quello della ballerina che si innamora di un giovane soldato idealista (Gary Cooper) ne L'idolo del sogno (1928), ambientato durante la prima guerra mondiale. Quando il soldato torna a morire in trincea, la protagonista si riscatta e, in suo onore, decide di iniziare una nuova esistenza. Il ruolo di Nancy Carroll verrà ripreso dieci anni più tardi da Margaret Sullavan nel remake The Shopworn Angel (1938), con James Stewart nella parte del soldato.
Divenuta una delle maggiori stelle della Paramount Pictures, la Carroll giunse all'apice della fama nel 1930, quando ottenne una candidatura all'Oscar alla miglior attrice per il ruolo di Hallie Hobart nel film The Devil's Holiday (1930). Dimostrando talento drammatico anche in opere più complesse, durante la prima metà degli anni trenta l'attrice girò numerosi film al fianco di star maschili di prima grandezza. Nel melodramma L'angelo della notte (1931), originariamente concepito per Marlene Dietrich, fu l'oggetto dell'interesse amoroso di Fredric March, un magistrato integerrimo che fa arrestare la tenutaria di un bordello (Alison Skipworth) ma poi si innamora della di lei figlia (la Carroll), arrivando a commettere un delitto per legittima difesa ai danni di un corteggiatore della ragazza. Successivamente la Carroll recitò accanto a Randolph Scott e a Cary Grant in Hot Saturday (1932), una commedia degli equivoci in cui interpretò il ruolo di un'impiegata alle prese con i pettegolezzi della cittadina di provincia in cui vive, e divisa tra la fedeltà per il fidanzato ufficiale (Scott) e l'attrazione per un seducente playboy (Grant).
La Carroll ritrovò Cary Grant l'anno seguente nel melodramma The Woman Accused (1933), nel ruolo di Glenda O'Brien, che uccide accidentalmente il suo ex amante (Louis Calhern) quando questi minaccia il suo legame sentimentale con un avvocato (Grant), il quale riesce a farla assolvere. Tra gli altri film interpretati dall'attrice in questo periodo sono da ricordare L'uomo che ho ucciso (1932) di Ernst Lubitsch e Il bacio davanti allo specchio (1933) di James Whale.
La sua carriera ebbe un declino piuttosto rapido e già alla metà degli anni trenta i suoi ruoli si erano diradati. Passata alla Columbia Pictures, nel 1935 affiancò George Murphy nella commedia musicale Dopo il ballo (1935) e ritornò sullo schermo tre anni più tardi in due pellicole brillanti, Quella certa età (1938), con Deanna Durbin e Melvyn Douglas, e L'amore bussa tre volte (1938), in cui ritrovò Fredric March. In entrambi i film ricoprì comunque ruoli di secondo piano che non le consentirono di riconquistare il successo. Dopo una carriera cinematografica durata appena un decennio, l'attrice si ritirò dagli schermi e tornò saltuariamente al teatro. Alla fine degli anni quaranta debuttò in televisione con la serie The Aldrich Family e, nel 1951, recitò nella versione per il piccolo schermo della commedia The Egg and I, accanto alla figlia, l'attrice Patricia Kirkland.

## Vita privata
Dopo i primi due matrimoni, con Jack Kirkland dal 1925 al 1930, e con Francis Bolton Mallory dal 1931 al 1935, la Carroll sposò nel 1953 C.H. Groen. Il matrimonio durò fino alla morte dell'attrice nel 1965, all'età di 61 anni, per un aneurisma che la colpì poco prima di recarsi in teatro per una rappresentazione.

## Filmografia

### Cinema

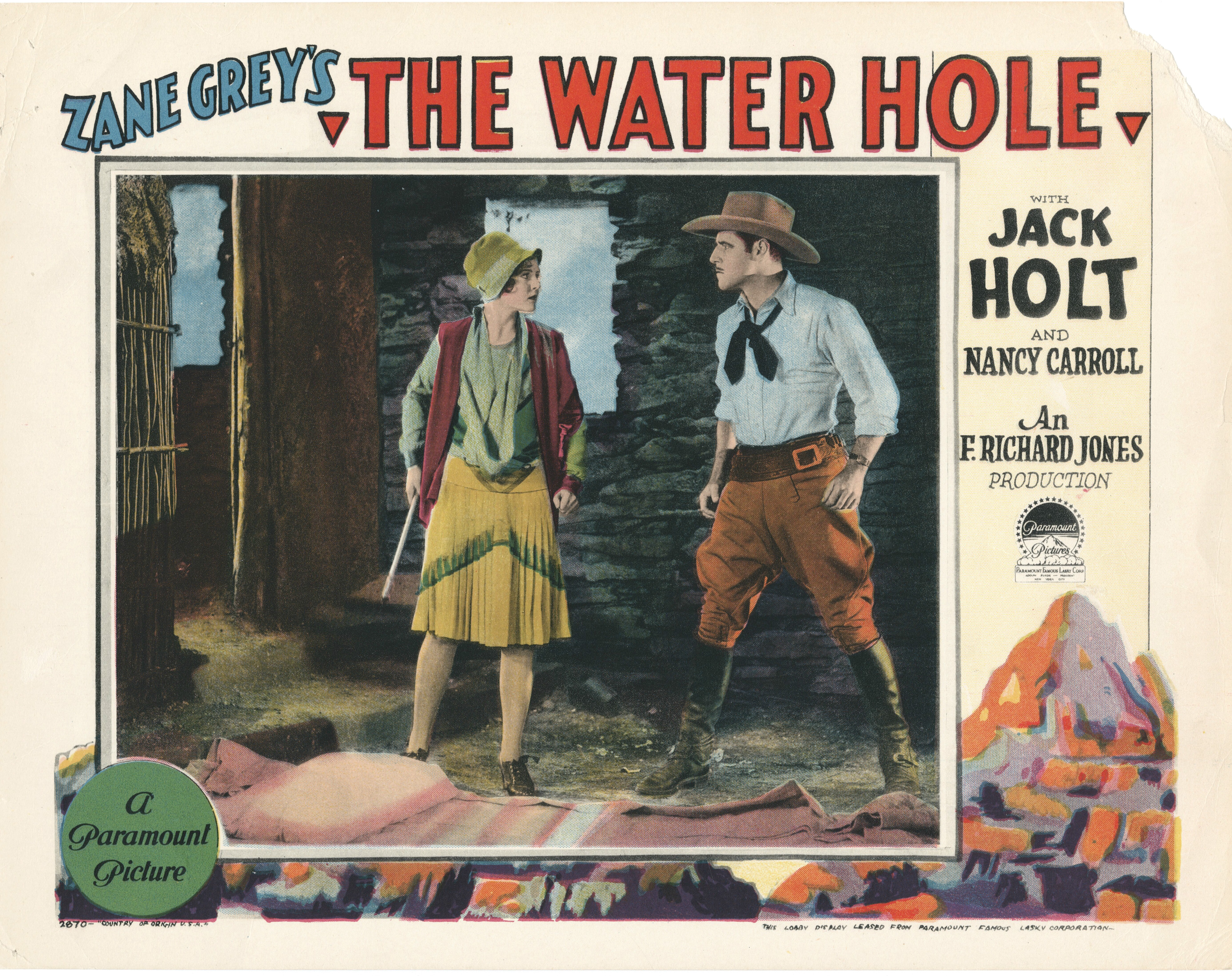
Poster del film The Water Hole

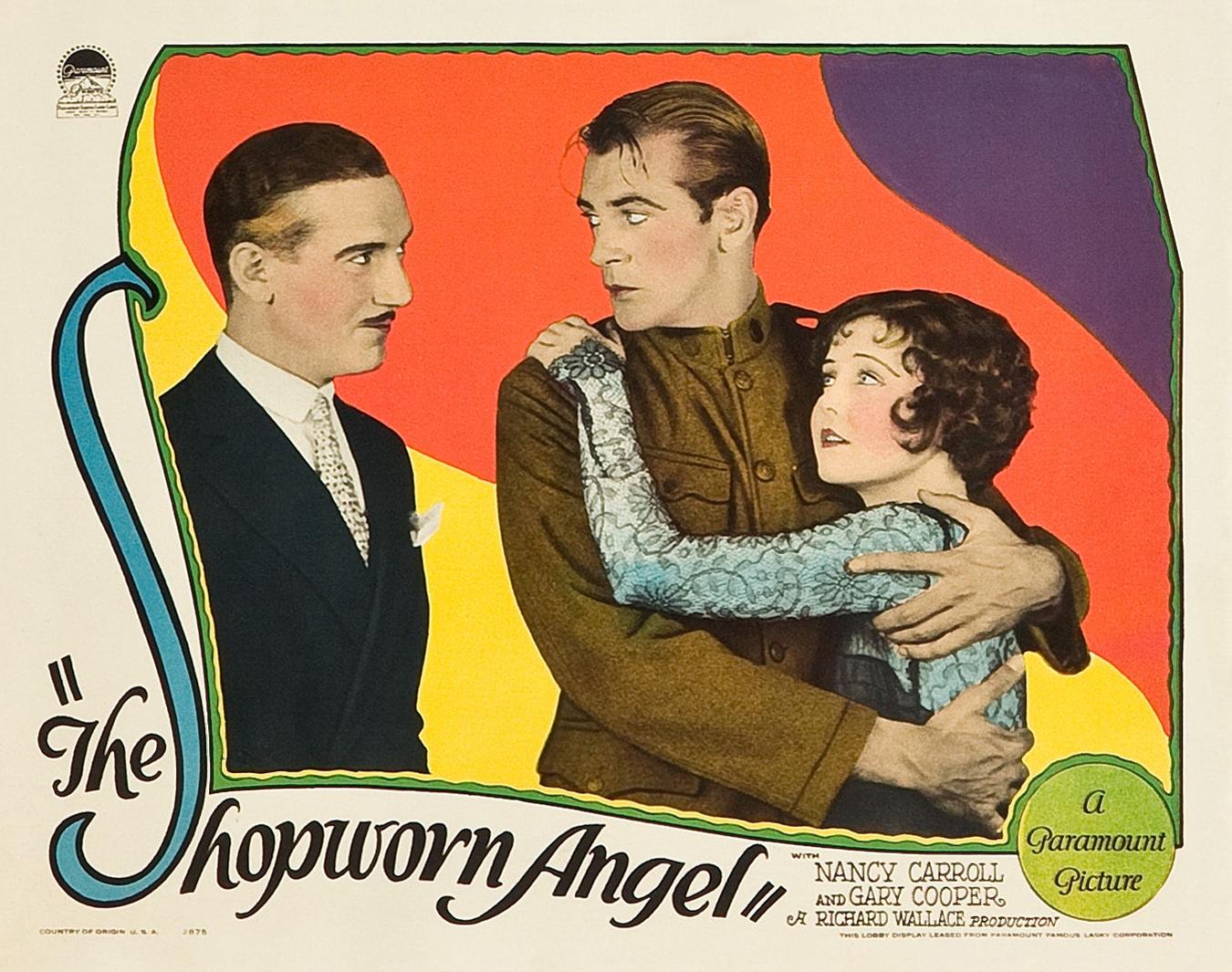
Poster del film L'idolo del sogno

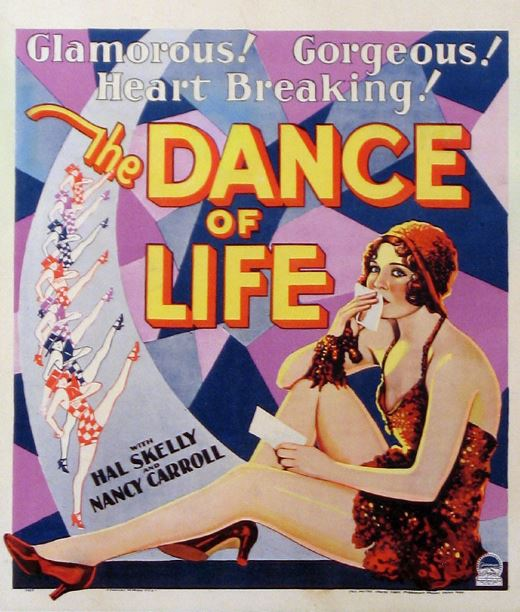
Poster del film La danza della vita

- Ladies Must Dress, regia di Victor Heerman (1927)
- Rosa d'Irlanda (Abie's Irish Rose), regia di Victor Fleming (1928)
- Ladro suo malgrado (Easy Come, Easy Go), regia di Frank Tuttle (1928)
- Chicken a La King, regia di Henry Lehrman (1928)
- The Water Hole, regia di F. Richard Jones (1928)
- Il filo di Arianna (Manhattan Cocktail), regia di Dorothy Arzner (1928)
- L'idolo del sogno (The Shopworn Angel), regia di Richard Wallace (1928)
- Lo sparviero di Wall Street (The Wolf of Wall Street''), regia di Rowland V. Lee (1929)
- Sin Sister, regia di Charles Klein (1929)
- Close Harmony, regia di John Cromwell e A. Edward Sutherland (1929)
- La danza della vita (The Dance of Life), regia di John Cromwell e A. Edward Sutherland (1929)
- Illusion, regia di Lothar Mendes (1929)
- Sweetie, regia di Frank Tuttle (1929)
- Dangerous Paradise, regia di William A. Wellman (1930)
- Honey, regia di Wesley Ruggles (1930)
- The Devil's Holiday, regia di Edmund Goulding (1930)
- Loughter, regia di Harry d'Abbadie d'Arrast (1930)
- Follow Thru, regia di Lloyd Corrigan e Laurence Schwab (1930)
- Stolen Heaven, regia di George Abbott (1931)
- L'angelo della notte (Night Angel), regia di Edmund Goulding (1931)
- Personal Maid, regia di Monta Bell e Lothar Mendes (1931)
- L'uomo che ho ucciso (Broken Lullaby), regia di Ernst Lubitsch (1932)
- Wayward, regia di Edward Sloman (1932)
- Hot Saturday, regia di William A. Seiter (1932)
- Scarlet Dawn, regia di William Dieterle (1932)
- Under-Cover Man, regia di James Flood (1932)
- Il prezzo del piacere (Child of Manhattan), regia di Edward Buzzell (1933)
- The Woman Accused, regia di Paul Sloane (1933)
- Il bacio davanti allo specchio (The Kiss Before the Mirror), regia di James Whale (1933)
- I Love That Man, regia di Harry Joe Brown (1933)
- Springtime for Henry, regia di Frank Tuttle (1934)
- Transatlantic Merry-Go-Round, regia di Benjamin Stoloff (1934)
- Jealousy, regia di Roy William Neill (1934)
- I'll Love You Always, regia di Leo Bulgakov (1935)
- Dopo il ballo (After the Dance), regia di Leo Bulgakov (1935)
- Atlantic Adventure, regia di Albert S. Rogell (1935)
- Quella certa età (That Certain Age), regia di Edward Ludwig (1938)
- L'amore bussa tre volte (There Goes My Heart), regia di Norman Z. McLeod (1938)

### Televisione
- The Aldrich Family – serie TV (1950-1951)
- Faith Baldwin Romance Theatre – serie TV, 1 episodio (1951)
- The Egg and I – serie TV, 1 episodio (1951)
- The Further Adventures of Ellery Queen – serie TV, episodio 1x25 (1959)
- La città in controluce (Naked City) – serie TV, 1 episodio (1961)
- The United States Steel Hour – serie TV, 2 episodi (1962)
- Going My Way – serie TV, episodio 1x23 (1963)

## Doppiatrici italiane
- Dhia Cristiani in Quella certa età